# David Keilin

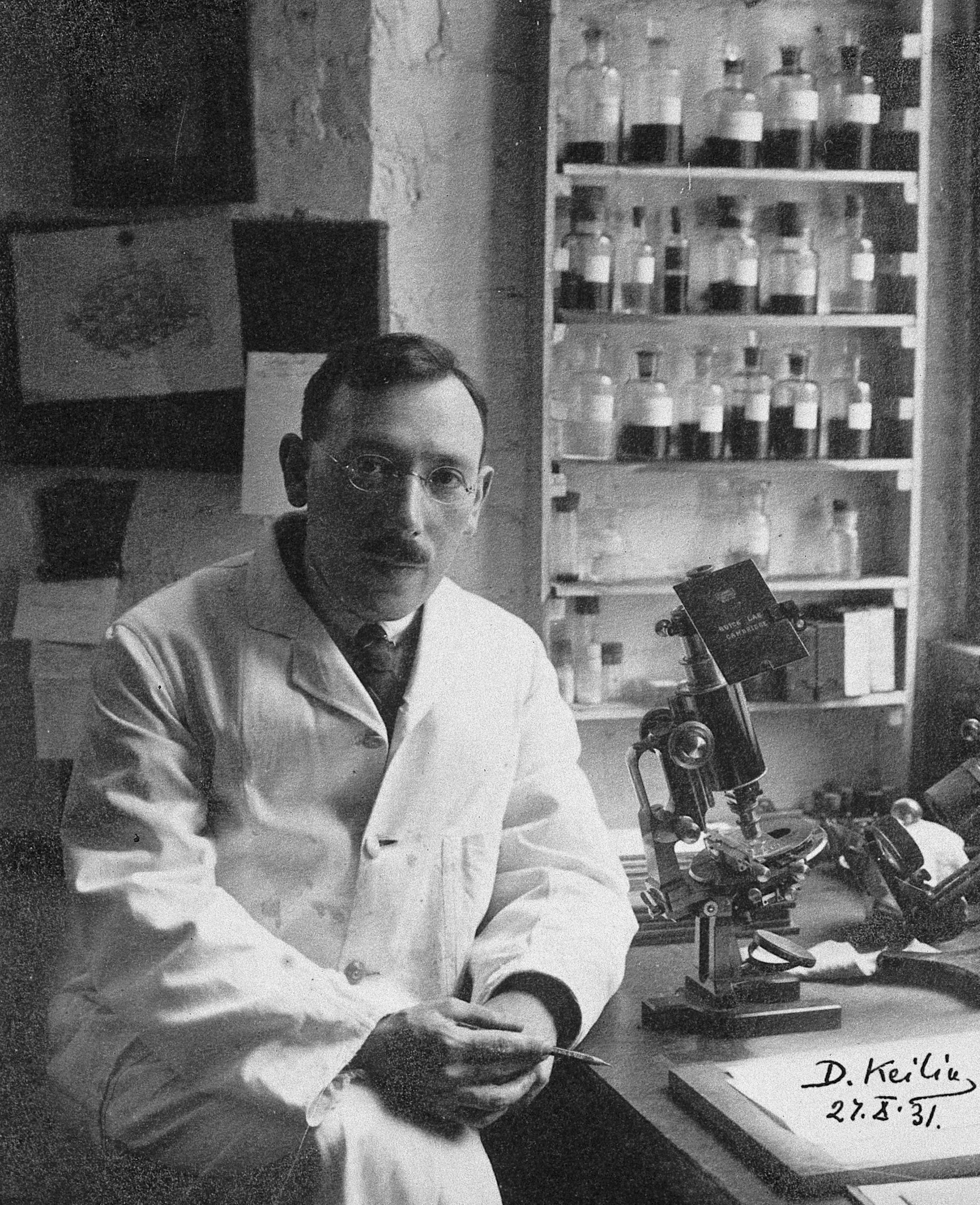
David Keilin, 1931

David Keilin (* 21. März 1887 in Moskau; † 27. Februar 1963 in Cambridge) war ein britischer Biologe. Besonders bekannt wurde Keilin durch die Wiederentdeckung und Erforschung des respiratorischen Proteins Cytochrom.

## Leben
Keilins Familie kehrte während seiner frühen Kindheit nach Warschau zurück. Aufgrund seiner schlechten Gesundheit und weil er an Asthma litt, besuchte David bis zum Alter von zehn Jahren nicht die Schule. Nur sieben Jahre später, 1904, schrieb er sich an der Universität Lüttich (französisch: Université de Liège) ein. Später studierte er am Magdalene College (Cambridge) und wurde britischer Staatsbürger.
1915 wurde er wissenschaftlicher Assistent von George Nuttall, dem ersten Quick-Professor für Biologie an der Universität Cambridge, wo er bis zu seiner Pensionierung arbeitete und forschte. 1931 wurde er Nachfolger Nuttalls als Quick-Professor und als Direktor des Molteno-Instituts. Im Jahr 1952 schied er aus dem Berufsleben aus.
Während seiner akademischen Laufbahn trug er durch seine Arbeiten wesentlich zur Entomologie und Parasitologie bei. In der Zeit von 1914 bis 1923 veröffentlichte er 39 Arbeiten zur Reproduktion der Läuse, zum Lebenszyklus der Pferde-Dasselfliegen, zu den respiratorischen Anpassungen bei Fliegenlarven und anderen Forschungsthemen.
Größte Bekanntheit erlangte er durch seine Arbeiten und die Wiederentdeckung des von ihm so benannten Cytochromes in den 1920er-Jahren. Dieses Protein war bereits 1884 von McMunn beschrieben worden, danach aber wieder in Vergessenheit geraten.

## Schriften
- On cytochrome, a respiratory pigment, common to animals, yeast, and higher plants. In: Proc. Royal Soc. London. Series B. Bd. 98 (August 1925), S. 312–339, JSTOR:81121.
- The Leeuwenhoek Lecture: The Problem of Anabiosis or Latent Life: History and Current Concept. In: Proc. Royal Soc. London. Series B. Vol. 150, No. 939 (März 1959), S. 149–191, JSTOR:83251.

## Auszeichnungen
1926 wurde er zum Fellow der Royal Society gewählt. 1939 wurde er mit der Royal Medal ausgezeichnet.  1951 erhielt er die Copley Medal und 1958 die Leeuwenhoek-Medaille der Royal Society. Seit 1947 war er korrespondierendes Mitglied und seit 1955 associé étranger der Académie des sciences. 1959 wurde er in die American Academy of Arts and Sciences gewählt. 1956 wurde er Ehrendoktor der Universität Utrecht.